# Mirosława
Miroslawa (deutsch: die Friedliebende, von Miroslav) ist ein polnischer weiblicher Vorname.
- Namenstag: 26. Februar

- Kurzformen: Mira, Mirka, Miri

## Bekannte Namensträgerinnen
- Miroslawa von Pommerellen († wohl 1240), Prinzessin von Pommerellen, durch Heirat Herzogin von Pommern
- Mirosława Masłowska (1943–2023), polnische Politikerin
- Mirosława Kazimiera Sarna (* 1942), polnische Leichtathletin